# Josef Hála
Josef Hála (* 1. November 1928 in Písek; † 15. November 2019 in Prag) war ein tschechischer Pianist, Cembalist und Musikpädagoge.

## Leben und Werk
Josef Hála studierte von 1947 bis 1951 bei František Maxián an der Prager Musikakademie.
Von 1952 bis 1956 war Josef Hála Mitglied des Suk-Trios und dann Partner des Violinisten Ladislav Jásek. Er arbeitete auch mit dem Smetana-Trio (ab 1945 Tschechoslowakisches Trio) zusammen. Von 1960 bis 1985 wirkte er als Cembalist des von Milan Munclinger geleiteten Kammermusikensemble Ars Rediviva. Josef Hála trat auf zahlreichen Auslandstourneen als Interpret vor allem tschechischer Klaviermusik hervor.
Seit 1960 wirkte Josef Hála als Professor für Klavier an der Musikakademie.